# Гурмус Богдан Іванович
Богдан Іванович Гурмус (9 червня 1976 — 17 квітня 2023, район с. Павлівка, Донецька область) — український військовослужбовець, старший солдат 68 ОЄБр Збройних сил України, учасник російсько-української війни. Кавалер ордена «За мужність» III ступеня (2023, посмертно).

## Життєпис
Богдан Гурмус народився 9 червня 1976 року. Житель села Садки Товстенської громади Чортківського району Тернопільської области України.
Служив старшим стрільцем 2-го єгерського батальйону 68-ї окремої єгерської бригади. Загинув 17 квітня 2023 року під час виконання бойового завдання в районі села Павлівки на Донеччині.

## Нагороди
- орден «За мужність» III ступеня (24 серпня 2023, посмертно) — за особисту мужність, виявлену у захисті державного суверенітету та територіальної цілісності України, самовіддане виконання військового обов'язку[1].

## Вшанування пам'яті
У квітні 2024 року на фасаді Садківської загальноосвітньої школи відкрито меморіальну дошку на честь Богдана Гурмуса.